# Erg Tihodaïne
Erg Tihodaïne är en sandöken i Algeriet.   Den ligger i provinsen Tamanrasset, i den centrala delen av landet, 1 300 km söder om huvudstaden Alger.